# Prionospio laciniosa
Prionospio laciniosa är en ringmaskart som beskrevs av Maciolek 1985. Prionospio laciniosa ingår i släktet Prionospio och familjen Spionidae. Inga underarter finns listade i Catalogue of Life.